# Betilo

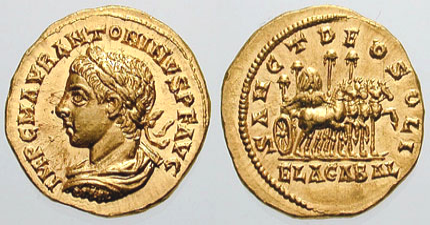
Aureo di Eliogabalo, con, al rovescio, la legenda SANCT DEO SOLI ELAGABAL ("Al sacro dio sole El-Gabal") e la raffigurazione di una quadriga che trasporta il betilo del tempio del sole di Emesa, custodita nell'Elagabalium a Roma.

Il betilo è una pietra a cui si attribuisce una funzione sacra in quanto dimora di una divinità o perché identificata con la divinità stessa. Il termine "betilo" (latino "Baetylus", greco "βαίτυλος") deriva infatti dall'ebraico Beith-El che significa "Casa di Dio". L'adorazione del betilo viene detta "Litolatria".

## Betili nel mondo
Le forme del betilo possono essere molto varie (conica, piramidale, antropomorfa, cilindrica, prismatica, triangolare, ecc.); sono collocati di norma in posizione verticale. I più famosi bethel al mondo sono i monoliti dell'Isola di Pasqua. L'origine dei betili è legata probabilmente agli antichi popoli orientali. Si sa che venivano innalzati da Sumeri, fra le popolazioni che vivevano in Mesopotamia, Semiti, Siro-Palestinesi e che probabilmente si diffusero in tutta Europa con le migrazioni e le conquiste di queste popolazioni. 

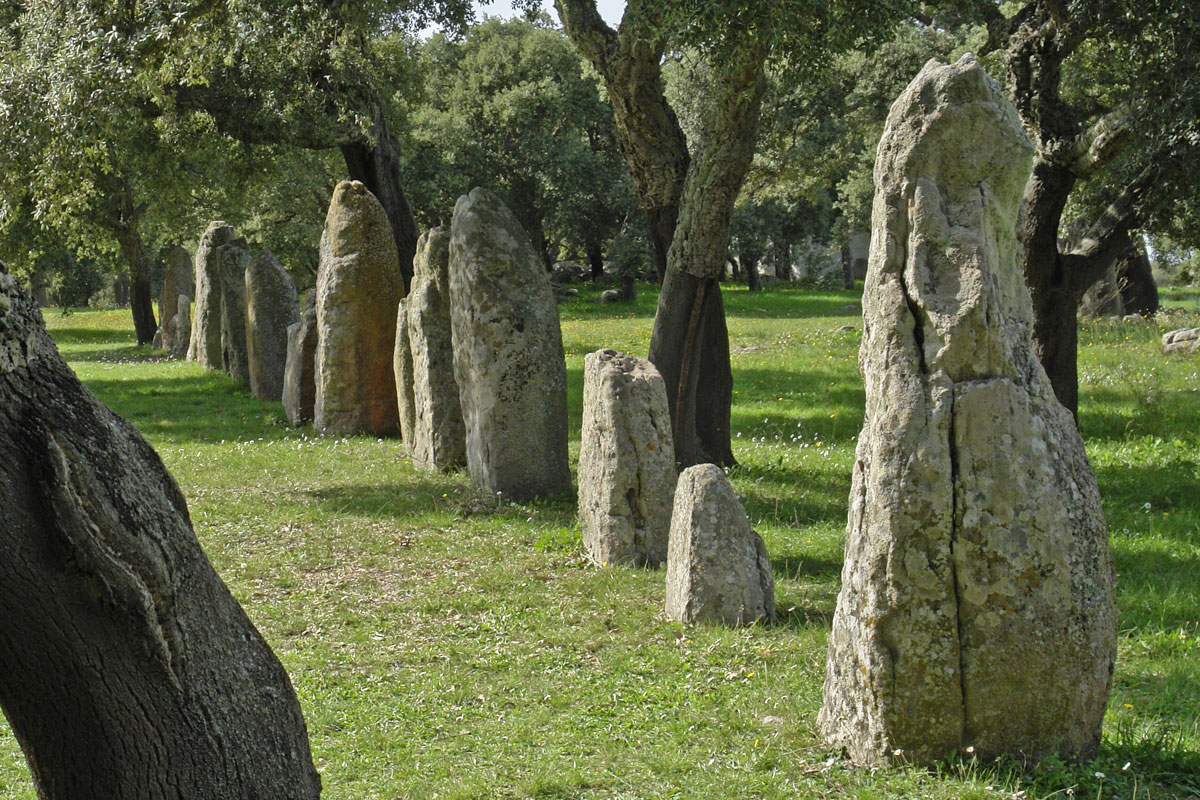
Fila di bétili a Pranu Muttedu, presso Goni in Sardegna.

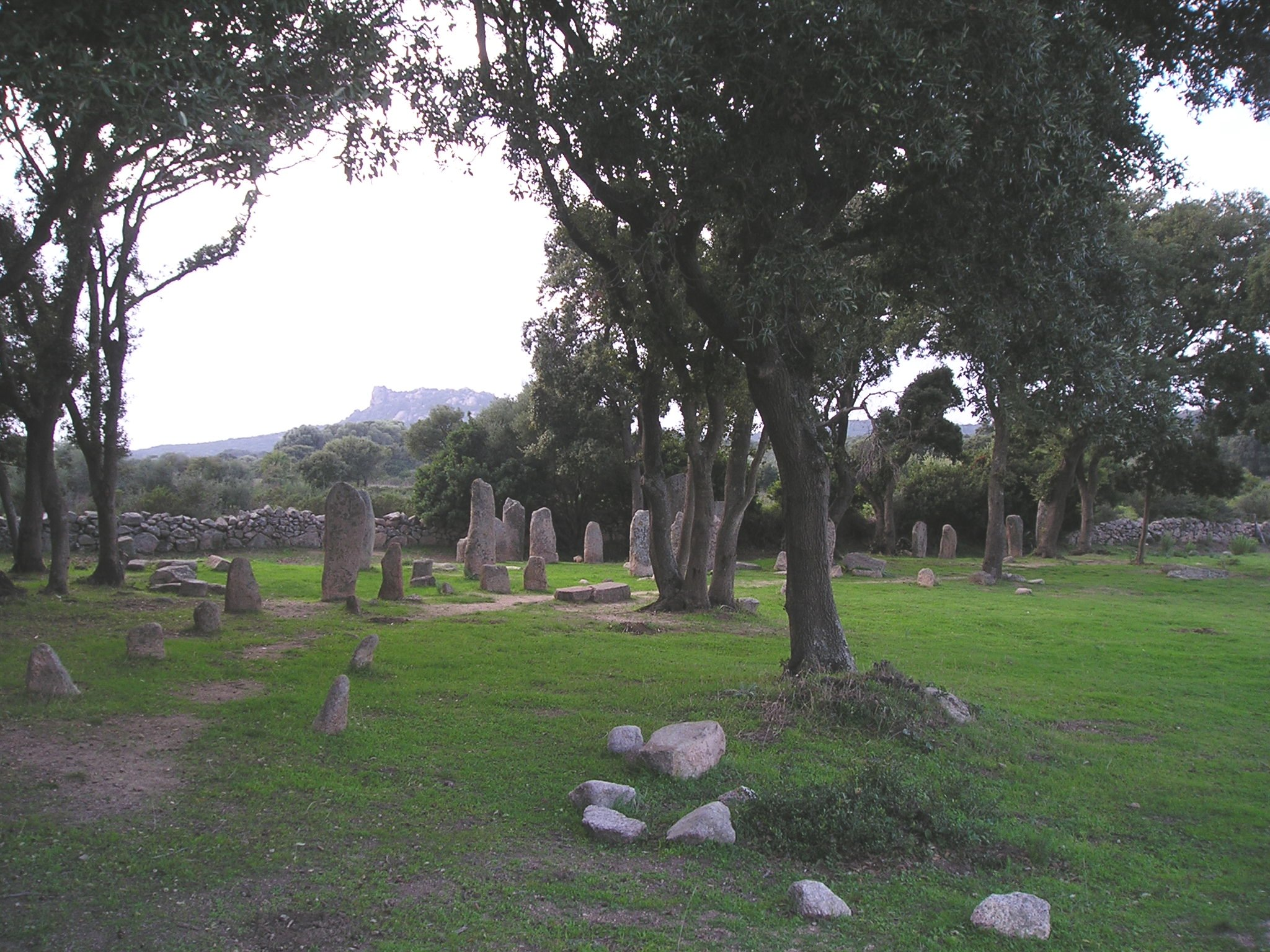
I betili di Rinaghju a Sartene in Corsica.

I betili si differenziano a seconda della zona di diffusione. L'adorazione delle pietre è ancora comune presso molte culture e rimase a lungo anche fra le popolazioni di lingua greca, soprattutto dell'Asia Minore. Si annetteva inoltre una particolare importanza ai meteoriti, ossia a pietre che erano state viste cadere dal cielo luminose; sembra che anche la reliquia nella Kaʿba fosse in origine un meteorite. 
Presso i Romani, invece, il culto delle pietre non era molto diffuso. Esisteva il cosiddetto "Giove Lapide", una pietra che probabilmente in origine era considerata sede di uno spirito divino, ma che in età classica veniva considerata un semplice simulacro dello spirito di Giove. Pessinunte, un'antica città della Frigia, era famosa per il tempio che custodiva il simulacro di pietra nera di Cibele, il quale fu poi portato solennemente a Roma nel 204 a.C. in obbedienza a un responso dell'oracolo di Delfi. Un altro famoso betilo si trovava a Emesa (Siria), e fu trasportato a Roma dall'imperatore Eliogabalo nel 220.

### In Sardegna e Corsica

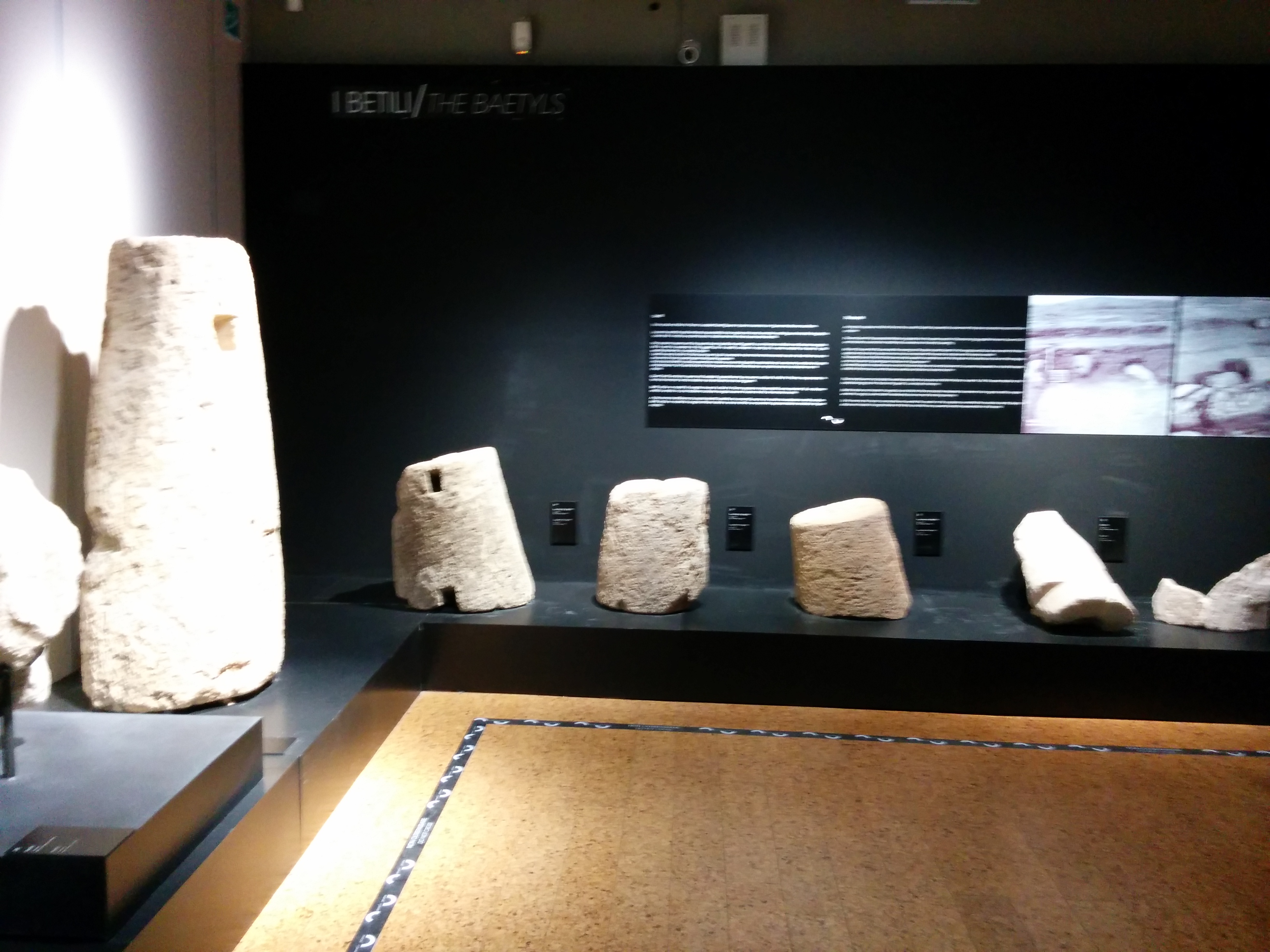
Betili di Monte Prama al Museo Archeologico di Cagliari.

In Sardegna (Italia) si trovano numerosi betili, sia isolati sia come componenti dei recinti megalitici, in genere con funzioni di delimitazione dell'area. Sono chiamati in lingua sarda con il nome popolare di losas de sos mannos, tumbas de is gigantis, etc., termine poi adottato nella traduzione in italiano col nome di "tombe dei giganti". 
Molto noti sono i giganti Pischinainos (Tresnuraghes), o la fila di Pranu Muttedu o i betili conservati al museo di Laconi; esistono anche betili molto piccoli (nel sito di Serra Orrios ne è stato trovato uno di soli 21 cm). Questi monumenti appartengono al periodo nuragico, che va dal 1800 a.C. al 238 a.C., e raffigurano simboli di divinità maschili o femminili: ve ne sono infatti con rudimentali rappresentazioni falliche o mammellari.
Numerosi sono anche, nella vicina Corsica,  gli allineamenti (in corso: "infilarata") di I Stantari e di Rinaghju nell'Area archeologica di Cauria poco distante da Sartena, dove vi erano 30 pietre infisse nel terreno nel primo e oltre 60 pietre piccole e 70 grandi nel secondo. Particolari quelli di  Filitosa nel comune di Sollacaro, a nord di Propriano.